# Sancho av Provence
Sancho, född 1161 och död 1223, var greve av Provence från 1181 och 1185 samt greve av Cerdanya från 1168 och greve av Roussillon från 1185 fram till sin död. Han var yngste son till Ramon Berenguer IV av Barcelona och Petronila av Aragonien.

## Biografi
Sanchos äldre bror Raimond Berengar III överlät grevetiteln Cerdanya till honom år 1168. Efter Raimond Berengar III:s död utsåg äldste brodern, kung Alfons II av Aragonien, honom till greve av Provence.
Sancho fråntogs titeln fyra år senare, år 1185, av brodern Alfons II för att blidka ätten Toulouse och han tog sig då titeln greve av Roussillon. År 1209 utsågs han till guvernör av Provence och hertig av Languedoc. Han var riksföreståndare för till den unge kung Jakob, sedermera Jakob Erövraren.
Någon gång före år 1184 gifte sig Sancho med Ermesinda av Rocabertí, Jofré av Rocabertís och Ermesinda de Vilademuls dotter. År 1185 gifte han sig med Sancha Núñez de Lara, med vilken han fick en son, Nuño, som efterträdde honom i Cerdanya och Roussillon. 